# Parafia św. Stanisława Biskupa i św. Małgorzaty w Janowcu
Parafia św. Stanisława Biskupa i Męczennika i św. Małgorzaty w Janowcu – parafia rzymskokatolicka w Janowcu. Wchodzi w skład dekanatu zwoleńskiego, diecezji radomskiej.

## Historia
Parafia została erygowana przed 1325. Pierwotny kościół drewniany istniał tu około 1326. Z kolei świątynię murowaną, pw. św. Stanisława biskupa oraz św. Małgorzaty, wzniósł około 1350 Bodzanta, herbu Poraj, biskup krakowski. Kolejny kościół powstał w 1535 z fundacji Piotra Firleja, z częściowym wykorzystaniem starego kościoła gotyckiego. W roku 1559, gdy Firlejowie przyjęli wyznanie ewangelicko-reformowane, kościół został zamieniony na zbór kalwiński. Stan taki trwał czterdzieści lat, bo w 1599 – jako własność Stanisława Tarły, starosty sochaczewskiego – został przywrócony katolikom. Kościół był gruntownie przebudowany w latach 1585–1600 i ponownie erygowany z fundacji Barbary z Dulskich Tarłowej, starościny sochaczewskiej. Świątynię konsekrowano w 1604. W roku 1914 uległ częściowemu spaleniu. Kościół obecny jest w stylu późnorenesansowym z elementami gotyckimi, orientowany, z białego kamienia wapiennego i cegły. Posiada dwa gotyckie portale kamienne do kaplicy św. Anny z rytymi napisami, wśród których najstarszy, czytelny, pochodzi z 1558.

## Zasięg parafii
Do parafii należą wierni z miejscowości: Baryczka, Brześce, Helenów, Ignaców, Janowiec, Janowice, Lucimia, Ławeczko Nowe, Ławeczko Stare, Mszadla, Oblasy, Rudki, Trzcianki, Wojszyn.

## Proboszczowie
- 1946–1951 – ks. Jan Piechota
- 1952–1958 – ks. Julian Dusiński
- 1958–1967 – ks. Juliusz Chyżewski
- 1967–1981 – ks. Zdzisław Kalinowski
- 1981–1989 – ks. Józef Wrochna
- 1989–2000 – ks. Marian Misiak
- 2000–nadal – ks. Janusz Socha